# Isle (Haute-Vienne)
Isle é uma comuna francesa na região administrativa da Nova Aquitânia, no departamento de Alto Vienne. Estende-se por uma área de 20,18 km². Em 2010 a comuna tinha 7 929 habitantes (densidade: 392,9 hab./km²).